# Zofia Bocheńska
Zofia Bocheńska (ur. 26 marca 1922 w Krzemieńcu, zm. w lutym 1994) – polska antropolog, dr hab., prof.

## Życiorys
Obroniła pracę doktorską Dziedziczenie listewek skórnych na palcach człowieka, następnie uzyskała stopień doktora habilitowanego na podstawie pracy zatytułowanej Zmiany w rozwoju osobniczym człowieka w świetle trendów sekulamych i różnic społecznych. Otrzymała tytuł profesora nauk przyrodniczych. Była zatrudniona w Wyższej Szkole Wychowania Fizycznego, oraz w Pracowni Paleontologicznej Instytutu Geologii.